# ザ・バーズ (双子歌手グループ)
ザ・バーズは、豊田順子と豊田礼子の双生児姉妹のヴォーカル・デュオである。埼玉県浦和市（現：さいたま市）出身。1968年1月にレコードデビュー。TBS系列のテレビドラマ『アテンションプリーズ』の主題歌を含む5作のシングルを発表した。またNHKのヤング101の第一期生として、NHK総合テレビジョンの音楽番組『ステージ101』に出演した。

## メンバー
- 豊田順子（1948年10月2日 生まれ、姉）－ヤング101には1972年3月29日まで在籍。
- 豊田礼子（1948年10月2日 生まれ、妹）－ヤング101には1973年4月1日まで在籍。

## 活動

### デビューから1970年代前半まで
1968年1月にテイチクレコードからシングル「ごめんなさいね」でデビュー。合計3作のシングルを発表した後、東芝音楽工業へ移籍し テレビドラマ『アテンションプリーズ』の主題歌（1970年8月25日）を含む2作のシングルを発表した。
1969年に結成されたNHKのヤング101に第一期生として加入して、ステージ101に1970年1月10日の第一回放送から出演した。姉の順子は結婚の為に1972年3月29日まで、妹の礼子は1973年4月1日まで在籍した。

### ヤング101の元メンバーとして
NHKホールで収録され1993年8月14日に放映されたNHKの『第25回思い出のメロディー』で、元メンバー15名と共に「涙をこえて」を披露。
2002年8月10日に大宮ソニックシティから生中継された『第34回思い出のメロディー』で、元メンバー24名と共に「怪獣のバラード」と「涙をこえて」を披露。
2003年10月21日夜、22日昼、夜の計3回にわたってBunkamuraのシアターコクーンにて開かれたヤング101復活コンサート『ステージ101〜明日に架ける橋』に、元メンバー35名と共に出演。
2018年7月28日、NHKアーカイブスが開催した『ステージ101』スペシャル上映会に出席して、元メンバー13名と共に舞台挨拶を行なった。

## ディスコグラフィ

### シングル
| レコード会社 規格品番 発売日   | 名義                                                                   | 面 | 曲名                             | 作詞         | 作曲             | 編曲     |
| ------------------------------ | ---------------------------------------------------------------------- | -- | -------------------------------- | ------------ | ---------------- | -------- |
| テイチク US-561-J '68年1月     | ザ・バーズ                                                             | A  | ごめんなさいね                   | 中川加代子   | 吉田央           |          |
| テイチク US-561-J '68年1月     | ザ・バーズ                                                             | B  | すてきな悪魔                     | 安井かずみ   | チップ・テイラー |          |
| テイチク US-589-J '68年6月25日 | ザ・バーズ                                                             | A  | 愛されたいの                     | みおたみずほ | 大六若元         | 近藤進   |
| テイチク US-589-J '68年6月25日 | ザ・バーズ                                                             | B  | さようならは夏の日に             | みおたみずほ | 大六若元         | 近藤進   |
| テイチク US-637-J '69年11月5日 | ザ・バーズ                                                             | A  | 或る夜の出来事                   | 山口あかり   | 田辺信一         | 高見弘   |
| テイチク US-637-J '69年11月5日 | ザ・バーズ                                                             | B  | おしゃべりな指                   | 山口あかり   | 田辺信一         | 籐健一   |
| 東芝 TC-1154 '70年8月25日      | TV 映画オリジナルサウンド 『アテンションプリーズ』 ザ・バーズ 砂川啓介 | A1 | アテンションプリーズ （主題歌）  | 岩谷時子     | 三沢郷           | 三沢郷   |
| 東芝 TC-1154 '70年8月25日      | TV 映画オリジナルサウンド 『アテンションプリーズ』 ザ・バーズ 砂川啓介 | A2 | 砂川啓介「俺は飛ぶ」〈挿入歌）   | 岩谷時子     | 三沢郷           | 三沢郷   |
| 東芝 TC-1154 '70年8月25日      | TV 映画オリジナルサウンド 『アテンションプリーズ』 ザ・バーズ 砂川啓介 | B  | 恋かしら なぜかしら （副主題歌） | 岩谷時子     | 三沢郷           | 三沢郷   |
| 東芝 ETP-2424 '71年5月5日      | バーズ                                                                 | A  | 危険ないいわけ                   | 有馬三恵子   | 鈴木邦彦         | 鈴木邦彦 |
| 東芝 ETP-2424 '71年5月5日      | バーズ                                                                 | B  | 運命的なわかれ                   | 有馬三恵子   | 鈴木邦彦         | 鈴木邦彦 |

※ 朝日ソノラマから『アテンションプリーズ』の3曲を収録したソノシートが発売された。同時期に東芝音楽工業から、アルバム「テレビドラマ・シリーズ『アテンションプリーズ』歌とドラマ」（TC-7523）が発表され、これら3曲が収録された。

### アルバム (ステージ101名義)
ザ・バーズまたは豊田礼子名義の曲（共名義を含む）が、以下のアルバム（EXPRESS/東芝音楽工業)に収録された。
- ステージ101（ETP-8069）1971年4月5日
「夕べの祈り」（作詞：有馬三恵子／作曲：中村八大／編曲：山屋清）を収録。
- ニュー・フォークの世界（ETP-8115）1971年9月5日
「愛の泉」（作詞・作曲：渡部隆巳／編曲：山屋清）、「のんびり」（作詞・作曲：マイク真木／編曲：山屋清）を収録。
- 若い旅（ETP-8151）1972年1月7日
「虹と雪のバラード」（作詞：河邨文一郎／作曲：村井邦彦／編曲：青木望）を収録。
- 赤い屋根の家（ETP-8172）1972年4月25日
「だからわたしは北国へ」（作詞：林春生／作曲：筒美京平／編曲：山屋清）を収録。
- 怪獣のバラード（ETP-8198）1972年9月5日
「愛するハーモニー」（作詞・作曲：Bill Backer、Billy Davis、Roger Cook、Roger Greenaway／日本語詞：長恭子／編曲：山屋清）、「メロディ・フェア」（作詞・作曲：Barry Gibb、Robin Gibb、Maurice Gibb／日本語詞：増永直子／編曲：東海林修）を収録。
- 愛の限界（ETP-8222）1972年12月20日
「メアリーの子羊」（作詞・作曲：Paul McCartney、Linda McCartney／日本語詞：増永直子／編曲：東海林修）を収録。
- ロッカ・バラード・スペシャル（ETP-8249）1973年5月5日
「ザ・ロコモーション」（作詞・作曲：Gerry Goffin、Carole King／日本語詞：あらかはひろし／編曲：深町純）、「砂に消えた涙」（作詞：Alberto Testa／作曲：Piero Soffici／日本語詞：漣健児／編曲：山屋清）を収録。

### CD

#### 編集企画盤
- 60’s ビート・ガールズ・コレクション : GSエイジのマドンナたち（テイチクエンタテインメント、TECN-25650）[10]
「或る夜の出来事」を収録。
- 60′s ビート・ガールズ・コレクション Vol.2（テイチクエンタテインメント、TECN-25680）[11]
「愛されたいの」を収録。
- 70's TVヒッツ・コレクション（テイチクエンタテインメント、TECD-25464）
「アテンションプリーズ」を収録。
- 昭和ガールズ歌謡レアシングルコレクション EMI編（BRIDGE、BRIDGE-142）[12]
「危険ないいわけ」を収録。

#### ステージ101またはヤング101名義
ザ・バーズまたは豊田礼子名義の曲（共名義を含む）が以下のCDに収録された。
- ステージ101ベスト（Ultra-vibe CDSOL-1043/1044）
「夕べの祈り」、「虹と雪のバラード」、「愛するハーモニー」、「アテンションプリーズ」を収録。
- ワカが選ぶみんなのステージ101（Ultra-vibe CDSOL-1051）
「メアリーの子羊」を収録。
- GOLDEN☆BEST／ステージ101 ヤング青春の日々（Sony Music House MHCL240-1）
「のんびり」、「駄目ね！」（作詞：駄目な娘／作曲：中村八大）を収録。
- ステージ101（ファースト・アルバム）（Ultra-vibe CDSOL-1077）[注釈 6]
「夕べの祈り」を収録。
- 赤い屋根の家／ステージ101（Ultra-vibe CDSOL-1078）[注釈 7]
「だからわたしは北国へ」を収録。
- ステージ101 GO!／ヤング101（CSレコード DQCL 3611-15）
「夕べの祈り」、「のんびり」を収録。